# Ichinomiya (Chiba)
Ichinomiya (Japans: 一宮町, Ichinomiya-machi) is een kustgemeente in de Japanse prefectuur Chiba. Het is gelegen op het Bososchiereiland aan de Grote Oceaan en maakt deel uit van het district Chosei. De gemeente telde in 2019 12.454 inwoners op een oppervlakte van 23,02 vierkante kilometer, waarmee de bevolkingsdichtheid 541 inwoners per vierkante kilometer bedroeg.

## Naam
Een ichinomiya is de hoofdschrijn in een van de voormalige Japanse provincies. De plaats dankt zijn naam aan de Tamasakischrijn die de ichinomiya van de provincie Kazusa was.

## Topografie
Ichinomiya is gelegen aan de centrale oostkust van het Bososchiereiland in het zuidoosten van het eiland Honshu. De plaats ligt zo'n 65 kilometer ten zuidoosten van Tokio en ongeveer tien kilometer ten zuidoosten van Mobara. Ichinomiya is gesitueerd in het zuiden van de kustvlakte van Kujukuri; westelijk liggen de heuvels van het Bososchiereiland en oostelijk de Grote Oceaan met de zuidelijke uitloper van het Kujukuristrand. Het strand van Ichinomiya was in 2021 de locatie van het surftoernooi bij Olympische Spelen.
De gemeente grenst in het zuiden aan de stad Isumi, in het westen aan de gemeente Mutsuzawa en in het noorden aan het dorp Chosei. De gelijknamige rivier de Ichinomiya stroomt door het noorden van de gemeente. De meeste bebouwing bevindt zich op de grens van kustvlakte met het heuvelland en bij de kust. Daartussenin liggen voornamelijk rijstvelden en percelen met kassen. Het westen van de gemeente is heuvelachtig en grotendeels bedekt met bos; in enkele valleien wordt rijst verbouwd met behulp van irrigatiewater uit een paar aanwezige stuwmeren.

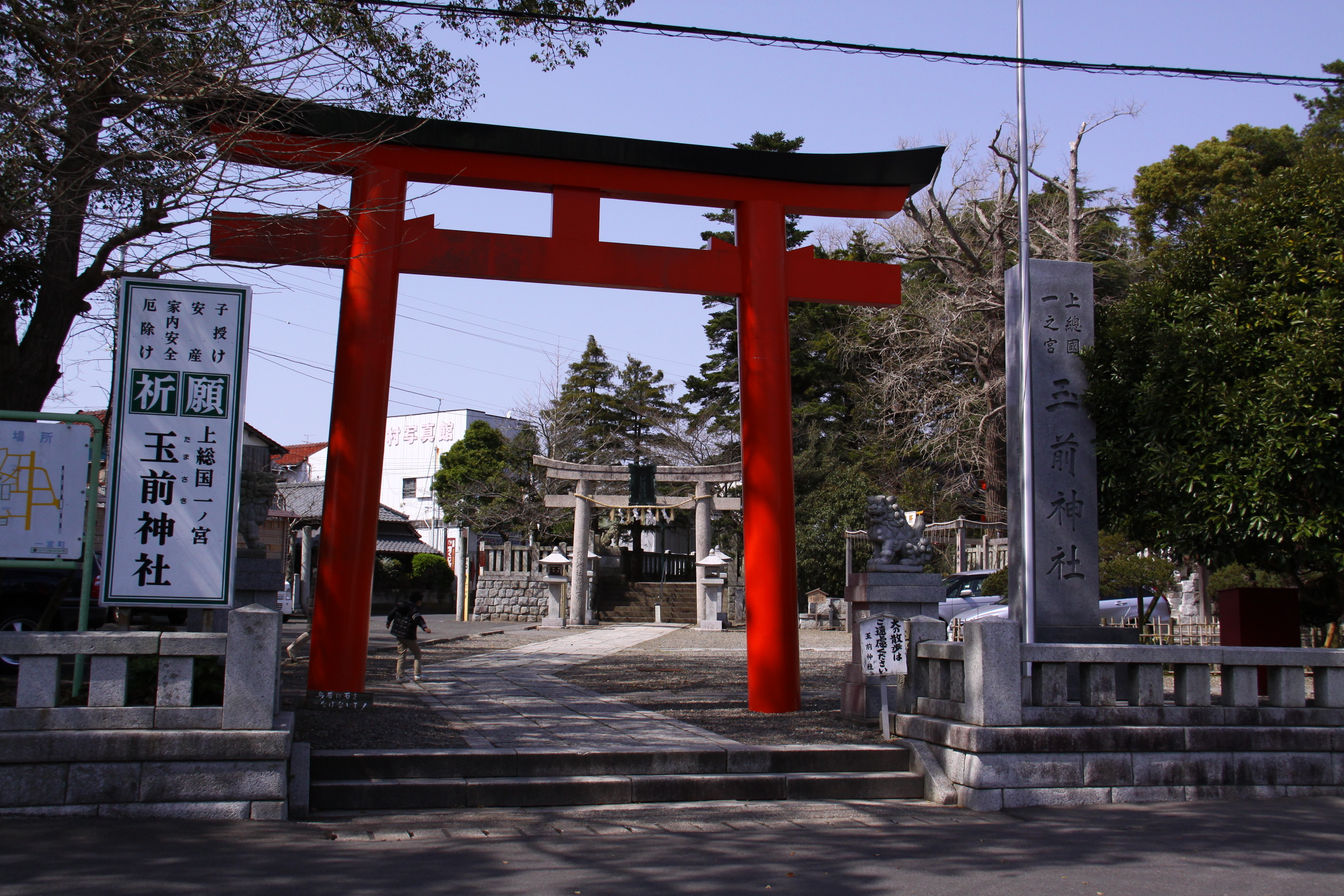
de torii van de Tamasakischrijn in Ichinomiya
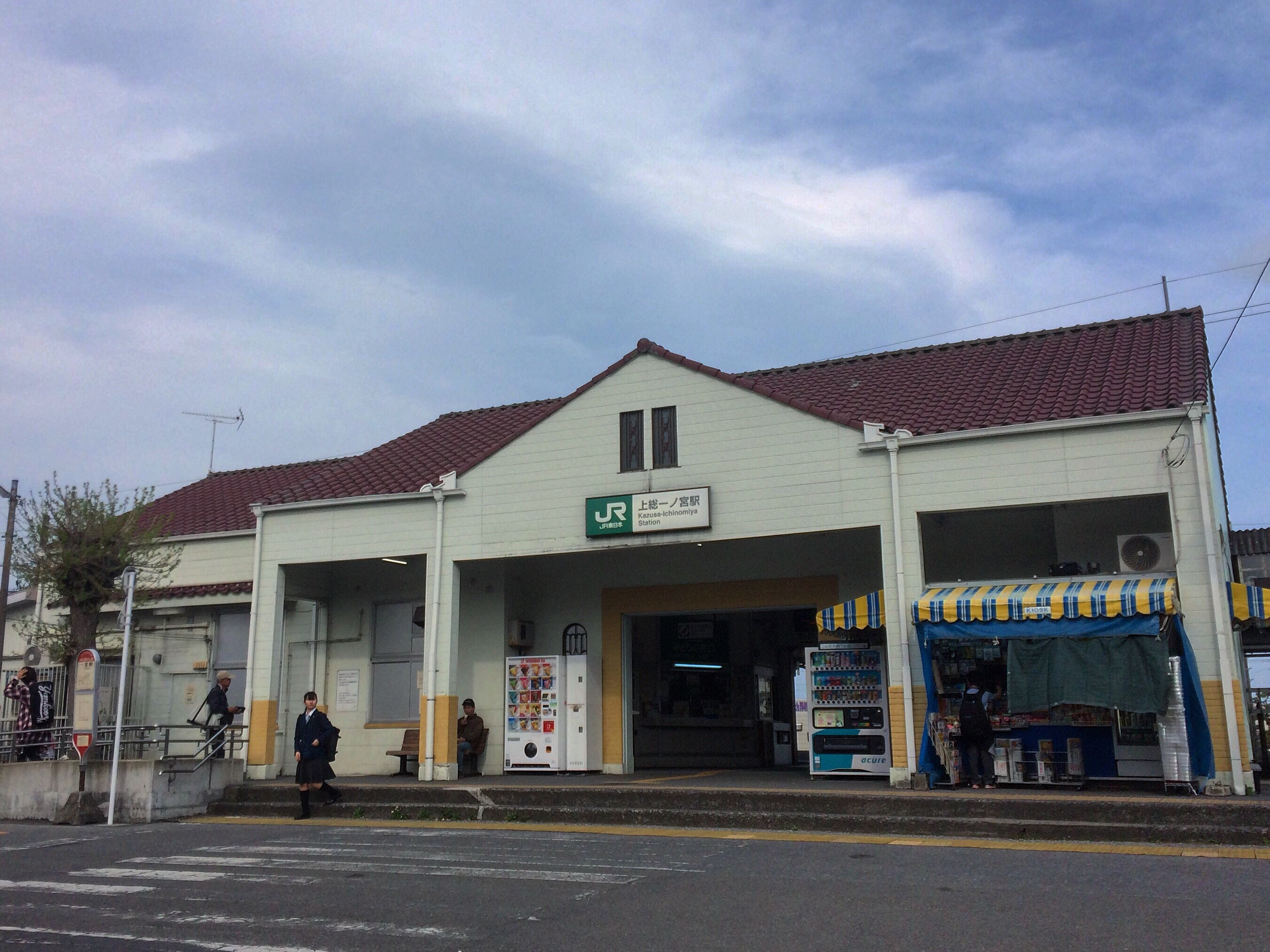
station Kazusa-Ichinomiya
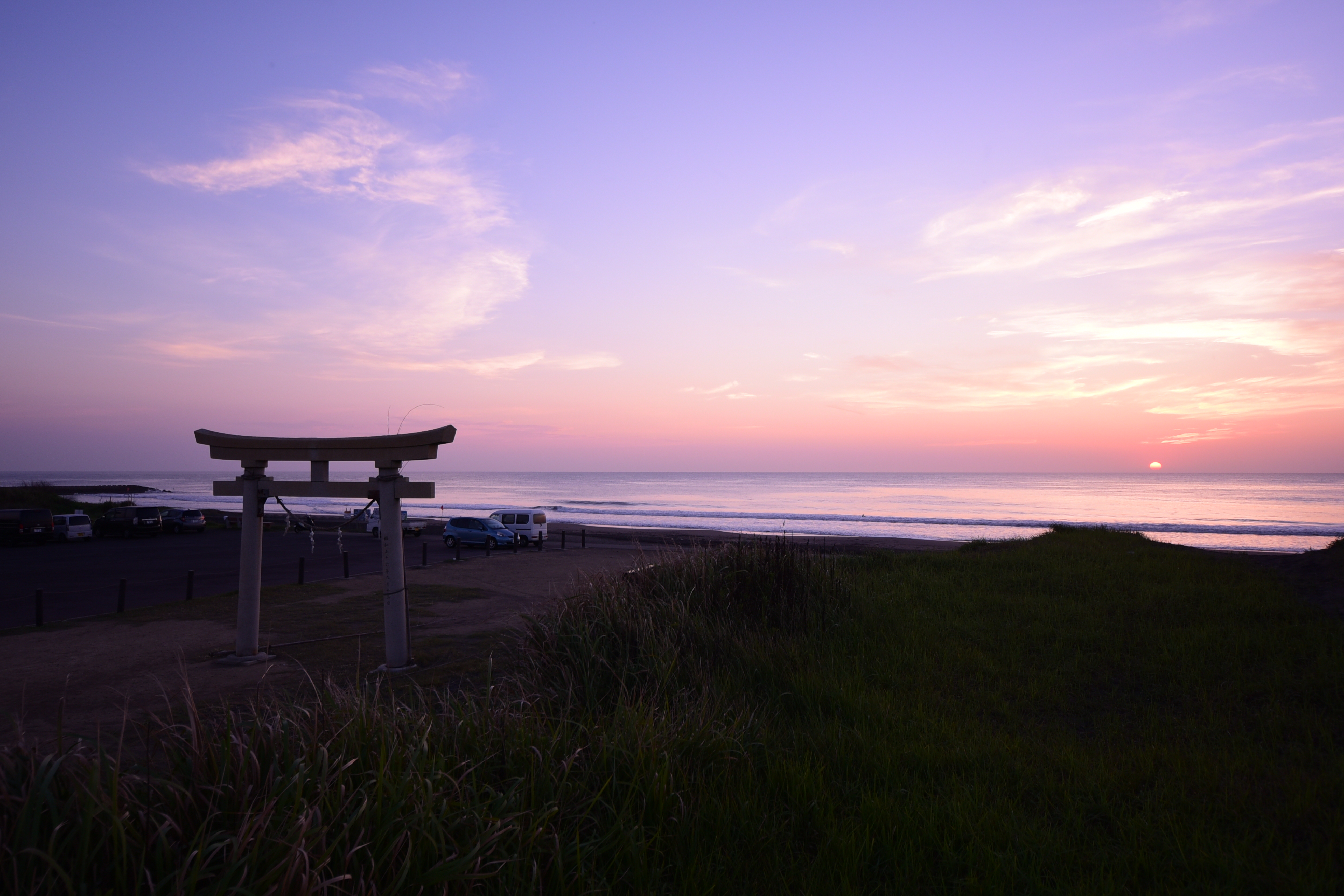
een van de stranden bij Ichinomiya

## Transport en infrastructuur
Langs de heuvelrand lopen de twee voornaamste transportaders van de gemeente: de Sotobolijn en de nationale weg 128. Ichinomiya heeft twee treinstations (Kazusa-Ichinomiya en Torami) op de spoorlijn van de JR East. De Sotobolijn verbindt de gemeente met Chiba in het noorden en Kamagaya in het zuiden. Vanuit station Kazusa-Ichinomiya gaan er ook treindiensten door naar Tokio. De 128 loopt noordwaarts naar Togane en zuidwaarts naar Tateyama en vormt zodoende een verbinding met het zuiden en oosten van het Bososchiereiland. 
Daarnaast liggen er een aantal prefecturale wegen in de gemeente. De prefecturale weg 30 begint in het zuiden van Ichinomiya bij kruising met de nationale weg 128 en gaat vervolgens parallel aan de kust in noordelijke richting naar Asahi. In het noordoosten van de gemeente begint tevens een tolweg die langs de kust tot aan Kujukuri loopt. De prefecturale weg 228 verbindt de 128 ter hoogte van het centrum van Ichinomiya met de 30, terwijl de prefucturale weg 148 vanaf de 128 landinwaarts naar Mutsuzawa gaat. De 123 vormt in het noorden van de gemeente de oost-westverbinding. In het zuiden van Ichinomiya lopen de prefucturale wegen 152 en 274 allebei in zuidwestelijke richting naar Isumi.

## Stedenband
- Fuefuki (Japan), sinds 1982